# Akira Kono
Akira Kono (Japón, 11 de septiembre de 1929-25 de diciembre de 1995) es un gimnasta artístico japonés, subcampeón del mundo en 1958 en el concurso por equipos.

## Carrera deportiva
Su mayor triunfo fue conseguir la plata junto con su equipo de gimnastas japoneses, en las Olimpiadas de Melbourne 1956, tras los soviéticos y por delante de los finlandeses.
Y dos años después, en el Mundial de Moscú 1958, vuelve a ayudar a su equipo a lograr la plata, quedando situados en el podio tras los soviéticos y por delante de los checoslovacos, y siendo sus compañeros en esta ocasión: Nobuyuki Aihara, Takashi Ono, Masao Takemoto, Katsumi Terai y Shinsaku Tsukawaki.